# وی‌چت
وی‌چت (چینی: 微信; پین‌یین: Wēixìn; به معنای «micro message») نام یک سرویس پیام‌رسانی (گپ) چند منظوره برای تلفن‌های همراه است که به دست تنسنت در چین ساخته شده‌است. اولین انتشار آن در ژانویه ۲۰۱۱ بوده‌است. این برنامه در سیستم عامل‌های موبایل اندروید، آی‌او‌اس، بلک‌بری و ویندوز فون در دسترس است. زبان‌های پشتیبانی شونده عبارتند از چینی سنتی/ساده شده، انگلیسی، اندونزیایی، اسپانیایی، پرتغالی، ترکی، مالایی، ژاپنی، کره‌ای، لهستانی، ایتالیایی، تایلندی، ویتنامی، هندی و روسی.
وی‌چت بر روی شبکه‌های وای‌-فای، ۲جی، ۳جی و ۴جی پشتیبانی می‌شود.
نکته اساسی در مورد این نرم‌افزار، این است که از هیچ سیستم رمزگذاری برای اطلاعات کاربران استفاده نمی‌کند و گزارش‌های مختلفی نیز وجود دارد که باعث نگرانی کاربران نسبت به شنود مکالمات آن‌ها می‌شود.
از این پیام رسان علاوه بر استفاده به عنوان ابزاری برای انتقال پیام، به عنوان روش پرداخت آنلاین بومی در کشور چین نیز استفاده می‌شود و در واقع یک نوع کیف پول الکترونیکی نیز به حساب می‌آید.
به گزارش گاردین، یک فعال حقوق بشر به نام هو جیا (Hu Jia) به دلیل شنود چت‌ها و تماس‌هایش از طریق وی‌چت بازداشت شده بود؛ او سه سال از عمر خود را در زندان‌های چین گذراند.

## ویژگی‌ها
- ۳۰۰ میلیون نفر درجهان از این برنامه به صورت رایگان استفاده می‌کنند
- گپ دو نفره یا گروهی با شکلک‌های متنوع
- گپ صوتی
- فرستادن تصویر و ویدئو
- جستجوی افراد نزدیک با جی‌پی‌اس
- گذاشتن مطلب و استاتوس همچنین پسندیدن و گذاشتن دیدگاه
- تماس تصویری
- امکان تشکیل گروه‌های کاربران و گپ گروهی
- امکان دستری به اتاق گفتگو‌های محلی براساس موقعیت جی‌پی‌اس

### نگرانی‌های امنیتی
در جدیدترین سیاست محرمانگی وی‌چت که کاربران ملزم به موافقت با آن هستند به صراحت آمده‌است که وی‌چت مجاز است که اطلاعات کاربران شامل تمامی اطلاعات جستجو شده و دیده‌شده حین استفاده از وی‌چت (شامل جستجوهای وب)، پروفایل‌های جستجو شده، مشخصات افرادی که با آن‌ها ارتباط برقرار گردیده و نیز زمان و طول ارتباط را برای مواردی مانند پاسخ به درخواست دولت ذخیره، نگهداری و افشا کند.

## فیلتر شدن در ایران
در ۲۸ آذر ۱۳۹۲، وبگاه و نرم‌افزار وی‌چت در ایران از سوی کارگروه تعیین مصادیق محتوای مجرمانه فیلتر و از دسترس خارج شد.
در وبگاه این کارگروه آمده‌است:

به دلیل اینکه نرم‌افزار ویچت علاوه بر جمع‌آوری کلیه اطلاعات موجود در گوشی‌های کاربران و رصد ارتباطات اعضاء، حریم خصوصی آن‌ها را نقص نموده و در عین حال این نرم‌افزار عامل انتشار بسیاری از محتواهای مجرمانه غیراخلاقی و مستهجن که برای نوجوانان ضررهای جبران‌ناپذیری را بدنبال داشته و به خاطر آسیب‌های اجتماعی بسیار زیادی که برای جامعه دربرداشته و دارد و به لحاظ اینکه ایجاد کنندگان این نرم‌افزار در خارج از کشور قرار داشته و به هیچ وجه پاسخگوی تخلفات خود و شکایات خانواده‌های زیان دیده نبوده و نیستند، لذا کارگروه تعیین مصادیق محتوای مجرمانه در اجرای درخواستهای متعدد خانواده‌های آسیب دیده ناچار به فیلتر و مسدودسازی نرم‌افزار مذکور گردیده‌است، بنابراین شما می‌توانید از سایر نرم‌افزارهای مشابه داخلی برای جایگزینی ارتباطات صوتی، متنی و تصویری و ویدئوی کم هزینه استفاده کنید.

محمود واعظی، وزیر ارتباطات و فناوری اطلاعات دولت یازدهم، با اعلام بی‌ارتباط بودن وزارتخانه متبوعش با فیلترینگ وی‌چت، اعلام کرد کمیته تعیین مصادیق که این شبکه را توقیف کرده و وزارت ارتباطات تنها به عنوان یکی از ۱۲عضو این کمیته، از حق رای در تصمیم‌گیری‌ها برخوردار است. وی همچنین از ارائه پیشنهادی از جانب وزارت ارتباطات برای رفع فیلترینگ وی‌چت خبرداد:
هم‌اکنون بسیاری از افراد جامعه به صورت صحیح از این شبکه استفاده می‌کنند، تفاوت وی‌چت با دیگر شبکه‌های اجتماعی در بخشی به عنوان «nearby» است. پیشنهاد کرده‌ایم که این بخش که وی چت را از دیگر شبکه‌های اجتماعی متفاوت کرده‌است، فیلتر شود و دیگر بخش‌ها مورد استفاده مردم قرار گیرد.

### رفع فیلتر
در ۱۴ دی ۱۳۹۶، پس از فیلتر شدن پیامرسان تلگرام در ایران، به در خواست آذری جهرمی، وزیر ارتباطات و فناوری اطلاعات وقت از شورای تعیین مصادیق محتوای مجرمانه، ویچت رفع فیلتر شد.

## تحریم ایالات متحده آمریکا
شامگاه پنج‌شنبه ۱۶ مرداد ۱۳۹۹، دونالد ترامپ، رئیس‌جمهور ایالات متحده آمریکا با صدور فرامانی اعلام کرد که از یک ماه و نیم دیگر انجام معامله میان آمریکایی‌ها با شرکت‌های چینی مالک اپلیکیشن‌های «تیک‌تاک» و «وی‌چت» ممنوع است. این ممنوعیت که از ۱۶ مرداد ۱۳۹۹ شروع شد شامل دو شرکت «بایت دانس» و «تنسنت» بود و بر اساس آن، مجوزهای این دو شرکت برای کاربرد اپلیکیشن‌های یادشده در آمریکا اجازه تمدید ندارند.
رئیس‌جمهوری آمریکا در این فرمان گفت: «اپلیکیشن وی‌چت به شکل خودکار بخش بزرگی از اطلاعات کاربران خود را ضبط می‌کند که این گردآوری اطلاعات این اجازه را به حزب کمونیست چین می‌دهد که به اطلاعات شخصی و حقوقی آمریکایی‌ها دسترسی داشته باشند».

## نرم‌افزارهای مشابه
- وایبر
- تلگرام
- واتس اپ
- پیام‌رسان سروش